# فادسو
فادسو (بالنرويجية: Vadsø)‏ هي بلدية في مقاطعة فينمارك النرويجية. المركز الإداري للبلدية هي بلدة فادسو والتي هي أيضًا المركز الإداري لمقاطعة فينمارك.

## المناخ
يظهر الجدول التالي التغييرات المناخية على مدار السنة لفادسو:
| البيانات المناخية لـفادسو                  | البيانات المناخية لـفادسو | البيانات المناخية لـفادسو | البيانات المناخية لـفادسو | البيانات المناخية لـفادسو | البيانات المناخية لـفادسو | البيانات المناخية لـفادسو | البيانات المناخية لـفادسو | البيانات المناخية لـفادسو | البيانات المناخية لـفادسو | البيانات المناخية لـفادسو | البيانات المناخية لـفادسو | البيانات المناخية لـفادسو | البيانات المناخية لـفادسو |
| الشهر                                      | يناير                     | فبراير                    | مارس                      | أبريل                     | مايو                      | يونيو                     | يوليو                     | أغسطس                     | سبتمبر                    | أكتوبر                    | نوفمبر                    | ديسمبر                    | المعدل السنوي             |
| ------------------------------------------ | ------------------------- | ------------------------- | ------------------------- | ------------------------- | ------------------------- | ------------------------- | ------------------------- | ------------------------- | ------------------------- | ------------------------- | ------------------------- | ------------------------- | ------------------------- |
| المتوسط اليومي °م (°ف)                     | −6.4 (20.5)               | −6.8 (19.8)               | −4.5 (23.9)               | −1.3 (29.7)               | 3.1 (37.6)                | 7.4 (45.3)                | 10.7 (51.3)               | 10.0 (50.0)               | 6.7 (44.1)                | 1.9 (35.4)                | −2.0 (28.4)               | −4.9 (23.2)               | 1.2 (34.2)                |
| الهطول مم (إنش)                            | 48 (1.9)                  | 39 (1.5)                  | 39 (1.5)                  | 41 (1.6)                  | 31 (1.2)                  | 41 (1.6)                  | 53 (2.1)                  | 55 (2.2)                  | 52 (2.0)                  | 53 (2.1)                  | 53 (2.1)                  | 45 (1.8)                  | 550 (21.7)                |
| المصدر: Norwegian Meteorological Institute |                           |                           |                           |                           |                           |                           |                           |                           |                           |                           |                           |                           |                           |

## توأمة
لفادسو اتفاقيات توأمة مع:
- مورمانسك (30 أبريل 1973 - )

## أعلام
- ستيغ هنريك هوف
- مورتن غامست بيدرسن
- هنري كارلسن
- سيغورد روشفلت
- لارس بوهينن